# Wimbledon 2016 (turniej legend mężczyzn)
Wimbledon 2016 – turniej legend mężczyzn – zawody deblowe legend mężczyzn, rozgrywane w ramach trzeciego w sezonie wielkoszlemowego turnieju tenisowego, Wimbledonu. Zmagania miały miejsce pomiędzy 5 i 10 lipca na trawiastych kortach All England Lawn Tennis and Croquet Club w London Borough of Merton – dzielnicy brytyjskiego Londynu.

## Drabinka

#### Klucz
- w/o – walkower
- k – krecz
- d – dyskwalifikacja
- Q – kwalifikant
- WC – dzika karta
- LL – szczęśliwy przegrany
- Alt – zawodnik zastępczy
- PR – ochrona rankingu
- SE – specjalna przepustka
- ITF – ranking ITF
- JE – ranking juniorski

### Faza finałowa
|  |       |                                 |   |   |  |
|  | Finał |                                 |   |   |  |
|  |       |                                 |   |   |  |
|  |       |                                 |   |   |  |
|  |       |                                 |   |   |  |
|  | A4    | Greg Rusedski Fabrice Santoro   | 7 | 6 |  |
|  | A4    | Greg Rusedski Fabrice Santoro   | 7 | 6 |  |
|  | B1    | Jonas Björkman Thomas Johansson | 5 | 1 |  |
|  | B1    | Jonas Björkman Thomas Johansson | 5 | 1 |  |
|  |       |                                 |   |   |  |

### Faza początkowa

#### Grupa A
|    |                                   | Michael Chang Mark Philippoussis | Wayne Ferreira Sébastien Grosjean | Justin Gimelstob Ross Hutchins | Greg Rusedski Fabrice Santoro | Mecze W–L | Sety W–L | Gemy W–L | Miejsce |
| A1 | Michael Chang Mark Philippoussis  |                                  | 4:6, 5:7 (7 lipca)                | 6:2, 3:6, 4–10 (5 lipca)       | 3:6, 4:6 (8 lipca)            | 0–3       | 1–6      | 25–34    | 4.      |
| A2 | Wayne Ferreira Sébastien Grosjean | 6:4, 7:5 (7 lipca)               |                                   | 3:6, 6:3, 8–10 (9 lipca)       | 3:6, 4:6 (5 lipca)            | 1–2       | 3–4      | 29–31    | 3.      |
| A3 | Justin Gimelstob Ross Hutchins    | 2:6, 6:3, 10–4 (5 lipca)         | 6:3, 3:6, 10–8 (9 lipca)          |                                | 2:6, 6:3, 6–10 (7 lipca)      | 2–1       | 5–4      | 27–28    | 2.      |
| A4 | Greg Rusedski Fabrice Santoro     | 6:3, 6:4 (8 lipca)               | 6:3, 6:4 (5 lipca)                | 6:2, 3:6, 10–6 (7 lipca)       |                               | 3–0       | 6–1      | 34–22    | 1.      |

#### Grupa B
|    |                                 | Jonas Björkman Thomas Johansson | Jamie Delgado Richard Krajicek | Thomas Enqvist Goran Ivanišević | Fernando González Carlos Moyá | Mecze W–L | Sety W–L | Gemy W–L | Miejsce |
| B1 | Jonas Björkman Thomas Johansson |                                 | 3:6, 6:4, 6–10 (9 lipca)       | 6:3, 6:4 (6 lipca)              | 7:6(6), 2:6, 10–4 (5 lipca)   | 2–1       | 5–3      | 31–30    | 1.      |
| B2 | Jamie Delgado Richard Krajicek  | 6:3, 4:6, 10–6 (9 lipca)        |                                | 3:6, 3:6 (5 lipca)              | 2:6, 6:3, 6–10 (8 lipca)      | 1–2       | 3–5      | 25–31    | 4.      |
| B3 | Thomas Enqvist Goran Ivanišević | 3:6, 4:6 (6 lipca)              | 6:3, 6:3 (5 lipca)             |                                 | 6:7(4), 6:7(1) (7 lipca)      | 1–2       | 2–4      | 31–32    | 3.      |
| B4 | Fernando González Carlos Moyá   | 6:7(6), 6:2, 4–10 (5 lipca)     | 6:2, 3:6, 10–6 (8 lipca)       | 7:6(4), 7:6(1) (7 lipca)        |                               | 2–1       | 5–3      | 36–30    | 2.      |

## Pula nagród
| Runda                    | Pieniądze (£) |
| Zwycięzcy                | 22 000        |
| Finaliści                | 19 000        |
| Drugie miejsce w grupie  | 16 000        |
| Trzecie miejsce w grupie | 16 000        |
| Czwarte miejsce w grupie | 16 000        |